# Klášter augustiniánek (Praha)
Pražský klášter augustiniánek (dočasně též klášter obutých augustiniánů) je někdejší konvent při kostele svaté Kateřiny Alexandrijské na Novém Městě v Praze. Jedná se o původně gotický, barokně přestavěný klášterní komplex řádu augustiniánek založený v roce 1355. Nachází se při kostele svaté Kateřiny v Praze 2-Novém Městě, na adrese Ke Karlovu 468/13 a 15, Kateřinská 468/30, Viničná 468/2. Zdmi ohraničený areál obsahuje veřejně přístupnou velmi tichou relaxační zahradu v centru Prahy – Kateřinskou zahradu. Areál kláštera je památkově chráněn, nachází se v něm Psychiatrická klinika 1. LF UK a VFN, jež nahradila bývalý „Zemský ústav pro choromyslné“ (Kateřinky).

## Historie
- Novoměstský klášter obutých augustiniánek byl založen v roce 1355–1367 na svátek sv. Kateřiny ve výročí vítězství Karla IV. v bitvě u San Felice z roku 1332. V roce 1420 byl klášter vypálen husity. V 16. století klášter obnovil mužský řád augustiniánů. Dnešní podoba kláštera coby trojkřídlá barokní budova pochází z let 1718–1730, postaveného dle návrhu Františka Maxmiliána Kaňky (podle některých pramenů podle Kryštofa Dientzenhofera). Nový barokní kostel podle návrhu Kiliána Ignáce Dientzenhofera byl vystavěn v letech 1737–1741 na místě někdejší gotické stavby kostela, z níž se zachovala pouze vysoká štíhlá věž. Tato z daleka viditelná dominanta bývá pro svůj vzhled nazývána pražský minaret. Spodní část tvaru hranolu v horní části přechází v osmiboký. V roce 1841 byl kostel opraven a znovu vysvěcen. V roce 1844 byla v areálu dostavěna tzv. „Nová budova ústavu choromyslných“ a v letech 1847–1848 byla podle projektu V. Kulhánka postavena v areálu „ředitelská vila“ (čp. 468) v pozdně klasicistním stylu.[1]

- Klášter společně s kostelem byly v roce 1784 zrušeny v rámci církevních reforem císaře Josefa II. a v objektu byl v roce 1789 umístěn vojenský výchovný ústav (do roku 1822);  současně zde byl zřízen pražský chorobinec pro ošetřování tichých a klidných duševně chorých osob. Ten v roce 1862 přešel pod správu pražské obce. Na přelomu 19. a 20. století pečoval zhruba o 300 chovanců.[4] V roce 1929 byl chorobinec definitivně uzavřen a jeho chovanci přestěhování do nově postavených Masarykových domovů.[5]
- Samostatný ústav pro duševně choré v „Nové budově ústavu choromyslných“ zrušen nebyl. K ředitelům zdejšího psychiatrického ústavu patřili například: Jan Theobald Held (1820–1826), Karl Damian von Schroff (1829–1832), Benjamin Čumpelík (1889–1908), Karel Kuffner (1895–1929) s Antonínem Heverochem, Zdeněk Mysliveček (1929–1957), Vladimír Vondráček (1957–1970), Jan Dobiáš (1970–1984), Petr Zvolský (1990–1999) a Jiří Raboch (od 1999).[2]

## Galerie

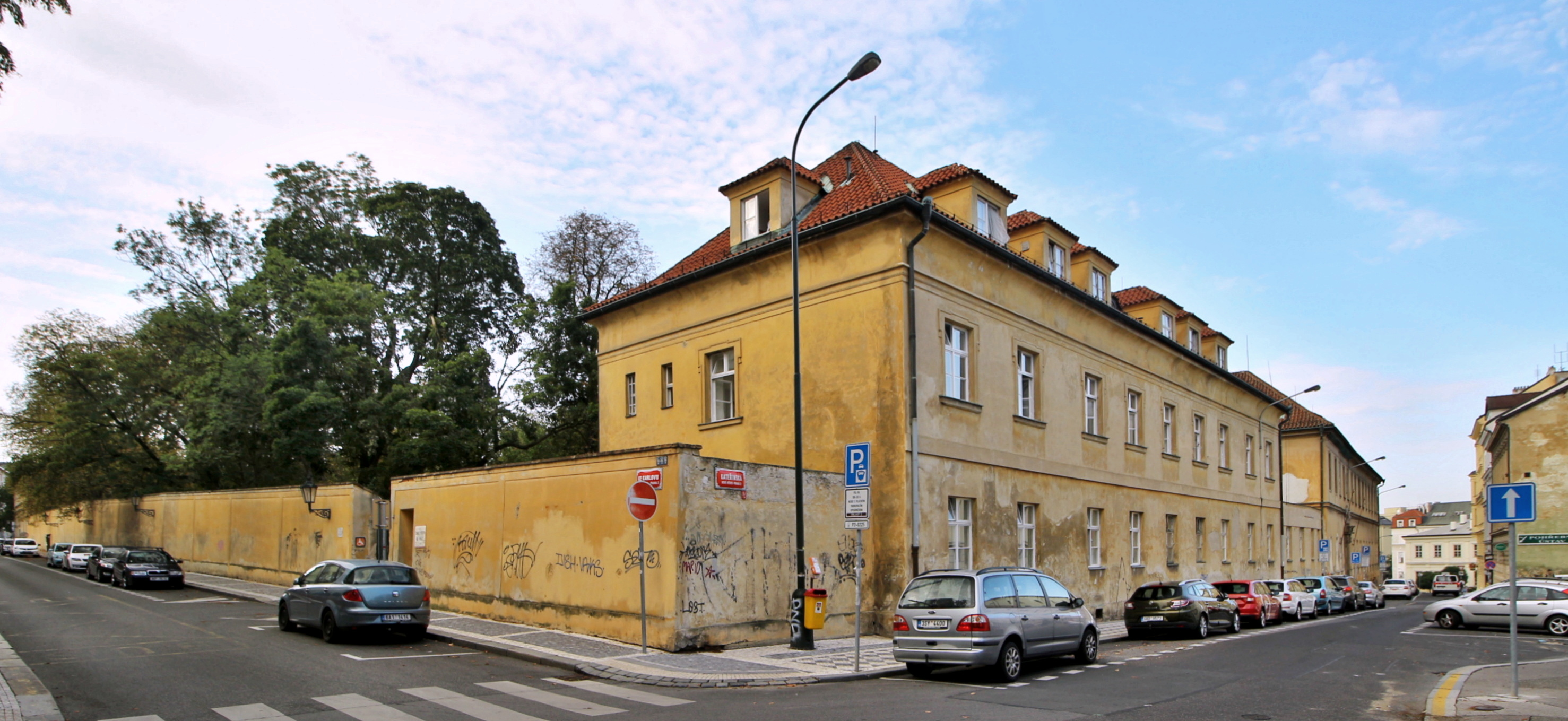
Celkový pohled na barokní budovu kláštera
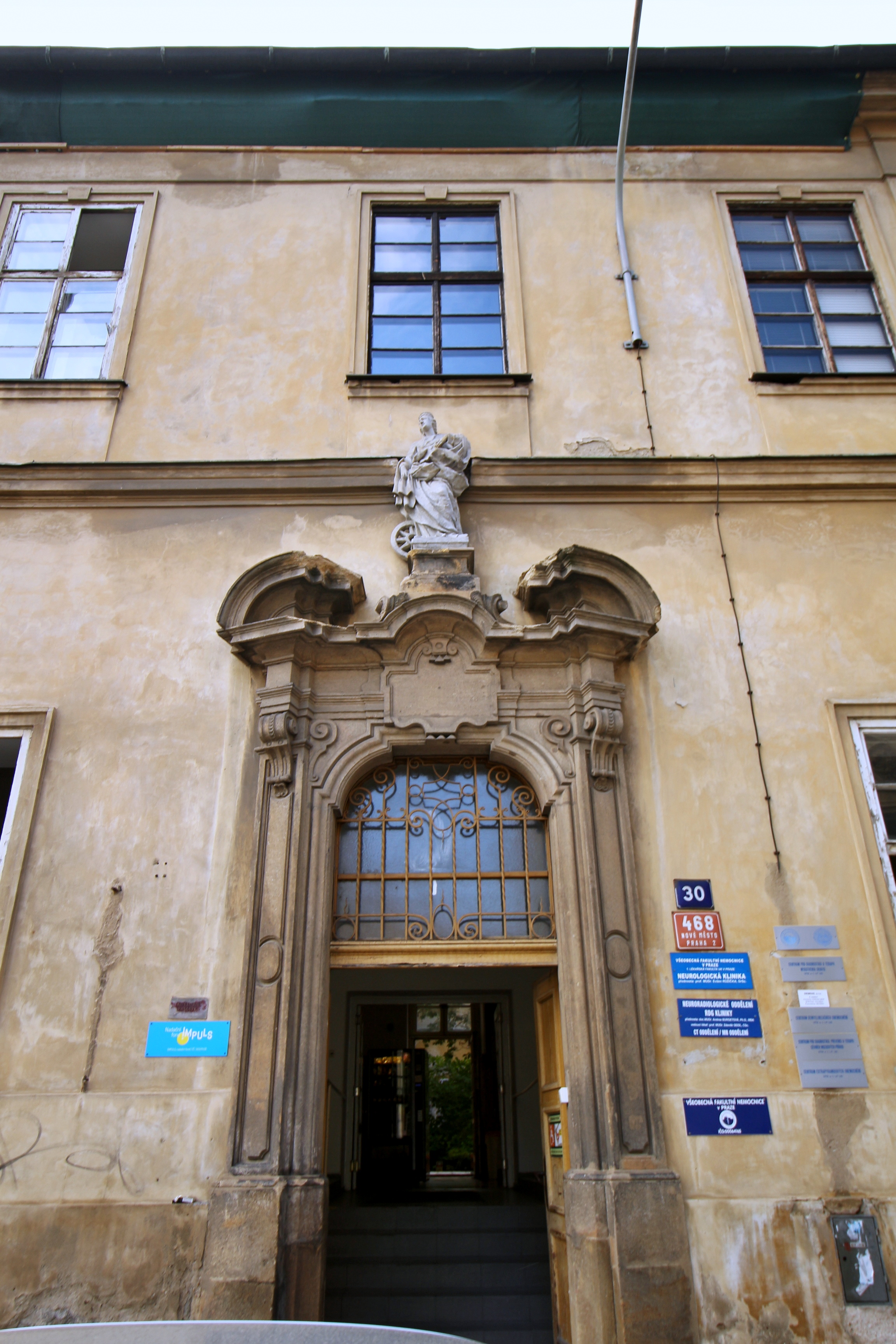
Vstupní portál se sochou svaté Kateřiny
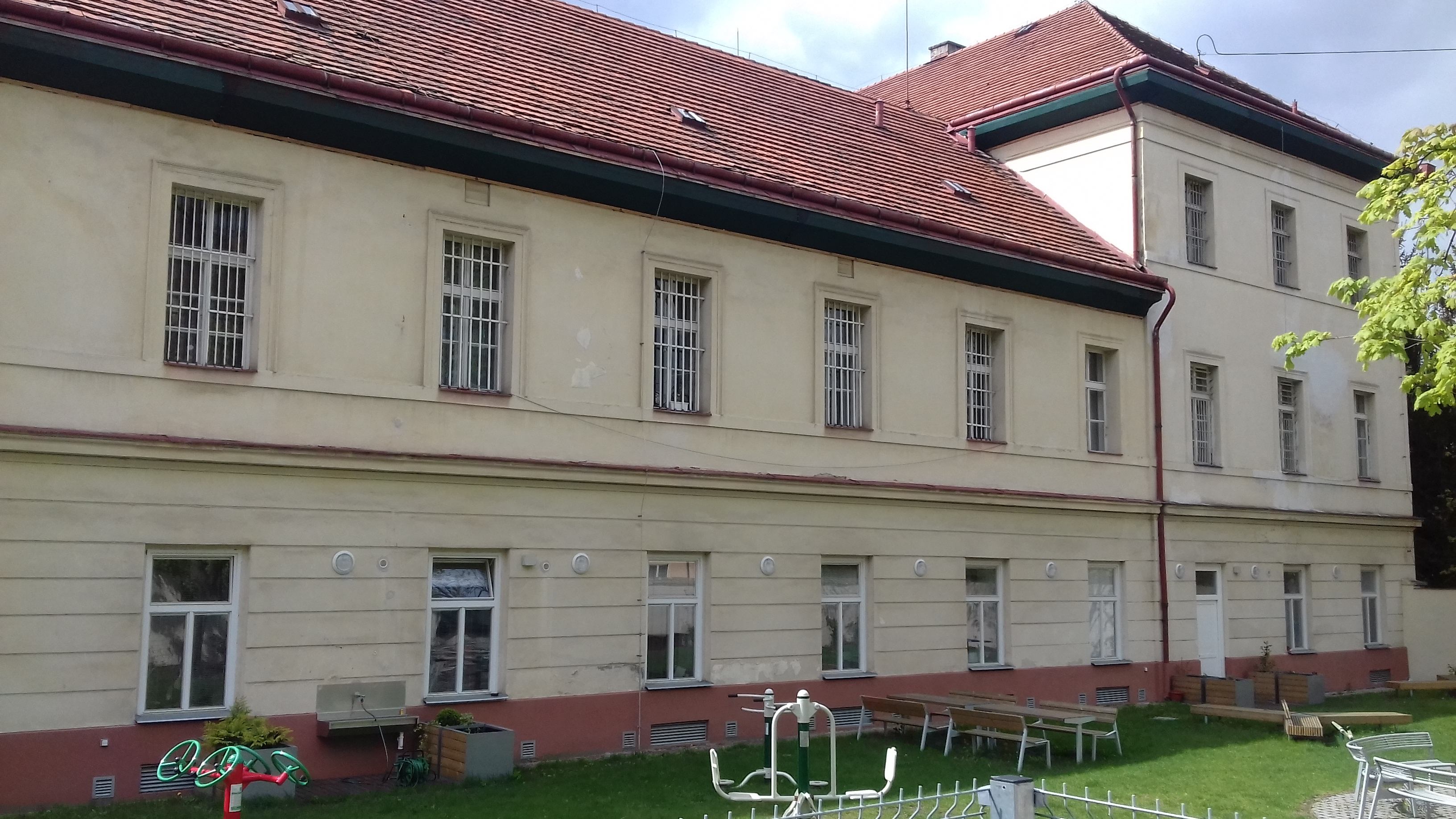
Psychiatrická klinika